# Sweet Savage
Sweet Savage is een uit Noord-Ierland afkomstige rockband uit Belfast. Ze wordt met bands als Iron Maiden, Diamond Head en Saxon ingedeeld bij de New wave of British heavy metal.

## Bezetting
Oprichters
- Ray Haller (zang, e-basgitaar)
- Vivian Campbell (e-gitaar, tot 1983)
- Trev Fleming (e-gitaar, tot 1983, 1994, 2008-† 2010)
- David Bates (drums, tot 2008)

Huidige bezetting
- Ray Haller (zang, e-basgitaar)
- Ian 'Speedo' Wilson (e-gitaar, sinds 1984)
- Phil Edgar (e-gitaar, sinds 2010)
- Marty McCloskey (drums, sinds 2010)

Voormalige leden
- Simon McBride (e-gitaar, 1994–1998)
- Jules Watson (drums, 2008–2010)

## Geschiedenis
Sweet Savage werd opgericht in 1979 en bestond aanvankelijk uit Ray Haller, Vivian Campbell en Trev Fleming. In deze formatie bracht de band in 1981 de single Take No Prisoners uit bij Park Records. Ook werd de demo Demo '81 uitgebracht in hetzelfde jaar. De geluidsdrager bevat vier BBC radiosessies. In 1983 verliet Campbell de groep om Dio te helpen. Weinig later verliet ook Fleming de band. In 1984 kwam Ian Wilson als vervanger bij de band. Dientengevolge nam men als trio de single Straight Through The Heart op, die nog in hetzelfde jaar werd uitgebracht. In de daaropvolgende jaren was de band niet actief.
In 1991 coverde de band Metallica de song Killing Time, die op de single Take No Prisoners als B-kant opgenomen was. Killing Time werd als B-kant gebruikt voor de Metallica-single The Unforgiven en werd later ook opnieuw opgenomen voor het coveralbum Garage Inc. The Unforgiven bevindt zich op het meest succesvolle gelijknamige album van de bandgeschiedenis, ook bekend als Black Album. Zo werden platenlabels opmerkzaam op Sweet Savage en kregen ze een contract bij Metal Blade Records. Voor het album wilde de band weliswaar naast Speedo een verdere gitarist. Trev Fleming, die in 1983 de band had verlaten, werd bereid bevonden om de band te helpen en voegde zich in 1994 weer bij de band. Echter in hetzelfde jaar verliet hij de band weer. Zijn vervanger werd Simon McBride. Samen nam men in 1996 het album Killing Time op. Twee jaar later volgde het album Rune. Na het uitbrengen hiervan vertrok McBride. Aangezien het contract bij Metal Blade werd ontbonden werd Rune bij het label Neat Metal Nation uitgebracht. Beide albums haalden de hitlijsten niet.
Na McBrides afscheid werd het opnieuw rustig rond de band. In 2008 vertrok de langjarige drummer David Bates. Bates was tot dato naast Ray Haller het enige lid van de oorspronkelijke bezetting, die ononderbroken erbij was geweest. Zijn opvolger werd Jules Watson. In hetzelfde jaar kwam ook Trev Fleming weer terug als tweede gitarist, waardoor Sweet Savage weer een kwartet was. In juni 2008 bracht de band de platencollectie Eye of the Storm – The Early Years uit, die naast al reeds uitgebrachte songs enkele liveopnamen en remixen bevatte. In 2010 vertrok Watson en zijn vervanger werd in hetzelfde jaar Marty McCloskey. In oktober 2010 overleed plotseling Trev Fleming. Zijn vervanger werd Phil Edgar. In deze constellatie nam de band het album Regeneration op, dat in 2011 via Candyman Records werd uitgebracht.

## Discografie

### Singles
- 1981: Take No Prisoners
- 1984: Straight Through Heart

### Studioalbums
- 1996: Killing Time
- 1998: Rune
- 2011: Regeneration

### Compilaties
- 2008: Eye Of The Storm - The Early Years

### Demotapes
- 1981: Demo '81